# Лукас Вон
Вон Юкхей (трад. кит.: 黃旭熙; нар. 25 січня 1999), більш відомий під псевдонімом Лукас (кор. 루카스) — репер та модель з Гонконгу, колишній учасник південнокорейського гурту NCT та його підрозділів WayV та NCT U, а також супергурту SuperM.

## Раннє життя
Лукас народився 25 січня 1999 року в районі Ша Тін Гонконгу. Його батько китаєць, а мати — таїландка, тому він до певного рівня володіє тайською мовою. Здобув середню освіту в коледжі Yow Kam Yuen, де мав велику популярність серед однолітків. Має молодшого брата.
В підлітковому віці допомагав батькам у сімейному тайському ресторані.

## Кар'єра

### Додебютний період
У 2015 році Лукас потрапив на один із глобальних кастингів SM Entertainment — південнокорейського розважального агентства, що відбувався в Гонконзі. Його прийняли одразу  — після першого, модельного кастингу. Так він став стажувальнком SM. У цій ролі Лукас пройшов навчання співу, репу та танцям, а також, оскільки його рідною мовою якого є кантонська, вивчав корейську та мандаринську. У квітні 2017 року компанія представила Лукаса разом з іншим стажувальником Чону в складі SM Rookies — пре-дебютної навчальної команди SM, учасниками якої є молоді артисти, які потенційно можуть дебютувати у складі того чи іншого підрозділу. 7 квітня 2017 року Лукас з'явився у музичному відео вже дійсного на той момент учасника проєкту NCT Тена «Dream In A Dream».

### 2018рік: дебют зNCT
У січні 2018 року SM Entertainment представила проєктну групу NCT — NCT 2018. Разом з Куном та Чону, які так увійшли до складу NCT, Лукас став її учасником. Громадськості їх було представлено 30 січня 2018 року.
Офіційно Лукас дебютував у NCT 14 березня, коли було представлено повноформатний альбом гурту — NCT 2018 Empathy. Лукас взяв участь у записах треків «Boss» та «Yestoday» як учасник підрозділу NCT U та «Black on Black» — як NCT 2018. Лукас взяв участь у корейських реаліті-шоу Real Man 300 та Law of the Jungle in Last Indian Ocean.
Лукас був представлений в пісні співачки SM Тейон «All Night Long» з її мініальбому Something New, що вийшов у червні 2018 року. У листопаді 2018 року Лукас взяв участь у запису цифрового синглу «Coffee Break» для SM Station 3.
19 жовтня Лукас як модель бренду KYE брав участь у 2019 S/S HERA Seoul Fashion Week.

### 2019- 2021 рік: дебют та просування зWayVтаSuperM
У грудні 2018 року було оголошено, що Лукас увійде до складу WayV — юніту NCT, що мав базуватись в Китаї та просуватись під власним лейблом Label V. Цей юніт дебютував 17 січня 2019 року з мініальбомом The Vision. Його головним треком став перезапис синглу NCT «Regular», записаний мандаринською мовою. Наступного місяця Лукас приєднався до акторської групи сьомого сезону китайської версії реаліті-шоу Running Man.
7 серпня 2019 року Лукас був оголошений членом SuperM — «супергурту», створеного SM Entertainment у співпраці з Capitol Records і розрахованого на просування на ринок США. Дебютний мініальбом SuperM вийшов 4 жовтня 2019 року з головним синглом «Jopping». 1 листопада стартував концертний тур SuperM «We Are The Future Live», на концертах якого він виконував сольний номер з синглом «Bass Go Boom».
Навесні 2019 року він разом з учасниками WayV Теном та Ян'Яном працював моделлю для бренду Fendi. Також він став амбасадором бренду Burberry.
У жовтні 2020 року Лукас взяв участь у проєкті NCT 2020, у якому взяли участь всі 23 учасники NCT. Як учасник NCT U він взяв участь у записі треків «Make A Wish (Birthday Song)» та її англійській версії, «Faded In My Last Song», «Volcano» та «Nectar» — як учасник WayV та синглі «Resonance», який записали всі мембери NCT. Ці всі композиції увійшли альбому Resonance Pt. 1.
10 березня 2021 року WayV випустили свій третій мініальбом Kick Back, у запису якого взяв участь і Лукас.
У квітні 2021 року Лукас став учасником дев'ятого сезону китайської версії реаліті-шоу Running Man.
У першій половині 2021 року він став моделлю для модного дому Gucci та косметичного продукту бренду Guerlain.

### 2021 - 2023 рік: 21- місячна перерва та розлучення з проєктомNCT
На 25 серпня 2021 року було заплановано реліз записаного разом з іншим учасником WayV — Хендері — синглу «Jalapeño». Проте це так і не відбулося, що пов'язують із виниклими у той час чутками про його недобросовісність у минулих стосунках з жінками. Офіційно його промоції було відкладено на невизначений термін. Так само було оголошено про тимчасове припинення активності Лукаса як артиста. З того часу SM Entertainment не публікував жодних офіційних повідомлень про його подальшу долю. Єдиними новинами є поодинокі оновлення на особистій офіційній сторінці в Instagram.
10 травня 2023 року SM Entertainment повідомили, що Лукас більше не є учасником проєктів NCT та WayV, й пообіцяли його подальші сольні активності. 7 червня було відновлено сторінку артиста в Bubble.

## Творча активність

### Телевізійні шоу
| Рік  | Назва                                              | Телемережа | Пос.   |
| ---- | -------------------------------------------------- | ---------- | ------ |
| 2018 | Law of the Jungle in Maldives                      | SBS        | [ 12 ] |
| 2018 | Knowing Brothers ' (아는형님)                      | JTBC       |        |
| 2018 | Real Men 300 (진짜 사나이 300)                     | MBC        | [ 11 ] |
| 2018 | Happy Together                                     | KBS2       |        |
| 2019 | Running Man                                        | ZJTV       | [ 17 ] |
| 2019 | All For One 《以团之名》(разом із учасниками WayV) | Youku 优酷 |        |
| 2019 | Happy Camp《快乐大本营》(разом із учасниками WayV) | ZJTV       |        |
| 2019 | Day Day Up 《天天向上》(разом із учасниками WayV)  | ZJTV       |        |
| 2019 | Ace vs Ace 《王牌對王牌》                          | ZJTV       |        |
| 2021 | Running Man 《奔跑吧》                             | -          | [ 28 ] |

### Співпраця
| Рік  | Артист                       | Альбом / проєкт | Пісня            |
| ---- | ---------------------------- | --------------- | ---------------- |
| 2018 | Тейон                        | Something New   | «All Night Long» |
| 2018 | Jonah Nilsson of Dirty Loops | SM Station 3    | «Coffee Break»   |

### Реклама
| Рік  | Бренд                | Примітка                  |
| ---- | -------------------- | ------------------------- |
| 2018 | 中街 (Zhongjie) 1946 | разом з Куном та ВінВіном |
| 2019 | AnMuXi               | для Running Man           |
| 2019 | NEO Coffee           |                           |
| 2019 | 卡姿兰（Carslan）    | разом із Куном та Ян'Яном |